# Chloroclystis dilatata
Chloroclystis dilatata är en fjärilsart som beskrevs av Walker 1866. Chloroclystis dilatata ingår i släktet Chloroclystis och familjen mätare. Inga underarter finns listade i Catalogue of Life.